# L'album di Piero Ciampi
L'album di Piero Ciampi è una raccolta antologica del cantautore italiano Piero Ciampi, pubblicata nel 1990.

## Descrizione
La raccolta è stata pubblicata in tre LP e due CD dalla casa discografica RCA nel 1990, all'interno della collana L'album di..., costituita di cofanetti monografici arricchiti di libretti con testi e fotografie. La raccolta, oltre a un nutrito sunto della carriera del cantautore livornese, scomparso dieci anni prima, propone sette brani inediti (l'ultima sezione).

## Tracce

### LP
Disco 1
Lato uno - L'italiano
1. Fino all'ultimo minuto (dall'album Piero Litaliano)
2. Hai lasciato a casa il tuo sorriso (dall'album Piero Litaliano)
3. Lungo treno del Sud (dall'album Piero Litaliano)
4. Non chiedermi più (dall'album Piero Litaliano)
5. Tu no (dall'album Piero Ciampi)
6. Livorno (dall'album Piero Ciampi)
7. Sporca estate (dall'album Piero Ciampi)

Lato due - Le carte in regola
1. Il merlo (dall'album Piero Ciampi)
2. L'amore è tutto qui (dall'album Piero Ciampi)
3. Ma che buffa che sei (dall'album Piero Ciampi)
4. Il vino (dall'album Piero Ciampi)
5. Il Natale è il 24 (dall'album Piero Ciampi)
6. Ha tutte le carte in regola (dall'album Io e te abbiamo perso la bussola)
7. Io e te, Maria (dall'album Io e te abbiamo perso la bussola)

Disco 2
Lato tre - Per la mia donna...
1. Il lavoro (dall'album Io e te abbiamo perso la bussola)
2. Mia moglie (dall'album Io e te abbiamo perso la bussola)
3. In un palazzo di giustizia (dall'album Io e te abbiamo perso la bussola)
4. Bambino mio (dall'album Io e te abbiamo perso la bussola)

Lato quattro - A spada tratta
1. L'incontro (dall'album Dentro e fuori)
2. Andare camminare lavorare (dall'album Andare camminare lavorare e altri discorsi)
3. Te lo faccio vedere chi sono io (dall'album Io e te abbiamo perso la bussola)
4. Don Chisciotte (dall'album Dentro e fuori)
5. Canto una suora (dall'album Dentro e fuori)
6. Sul porto di Livorno (dall'album Dentro e fuori)

Disco 3
Lato cinque - L'assenza è un assedio
1. L'assenza è un assedio (dall'album Dentro e fuori)
2. Disse: "Non Dio, decido io" (dall'album Dentro e fuori)
3. Viso di primavera (dall'album Dentro e fuori)
4. Cara (dall'album Dentro e fuori)
5. Va (dall'album Dentro e fuori)

Lato sei - Inedito
1. Adius
2. La storia del signor YX
3. Non c'è più l'America
4. Hitler in galera
5. Dario di Livorno
6. Hanno arrestato anche l'inverno
7. Miserere